# Lambert Wickinghof

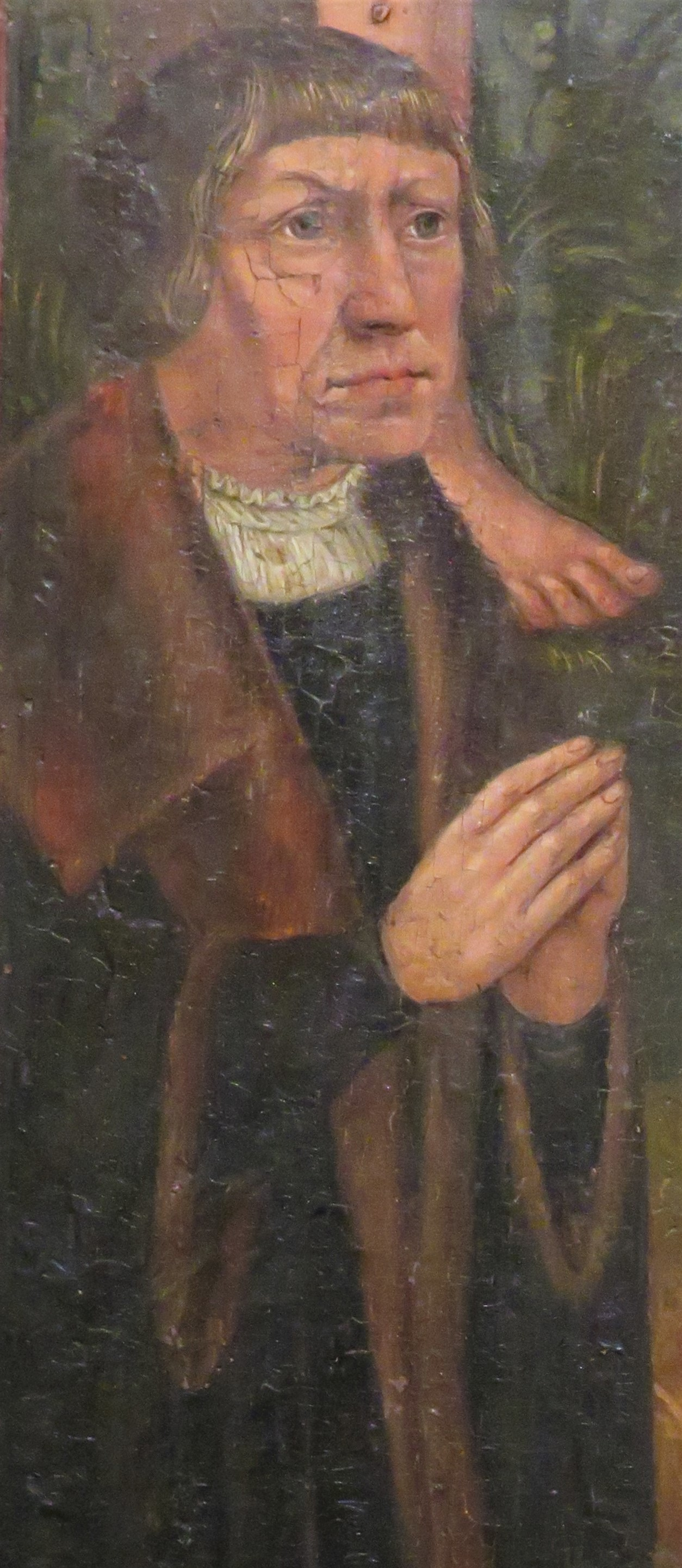
Hans Kemmer: Lambert Wickinghof auf der Votivtafel im Lübecker St. Annen-Museum (Ausschnitt)

Lambert Wickinghof oder Wittinghof (* im 15. Jahrhundert; † 6. September 1529 in Lübeck) war Ratsherr der Hansestadt Lübeck.

## Leben
Lambert Wickinghof war der Sohn des Lübecker Ratsherrn und Bürgermeisters Johann Wickinghof. Seine Mutter Anneke Leve war Tochter des Stallers Laurens Leve auf der Insel Strand. Ihr Bruder Levo Leve war Domherr in Lübeck.
Lambert Wickinghof wurde 1514 in den Rat der Stadt erwählt und 1515 Mitglied der Zirkelgesellschaft. 1521 gehörte er der vom Bürgermeister Nikolaus Broemse geführten Gesandtschaft zu Kaiser Karl V. an, die sich über die dänischen Störungen des Lübecker Ostseehandels durch König Christian II. beschwerte.
Lambert Wickinghof war mit Margarethe Bere, Tochter des Lübecker Ratsherrn Johann Bere, verheiratet, die zuvor in erster Ehe mit dem Ratsherrn Dietrich Broemse verheiratet gewesen war.

## Votivbild
Sein Stiefsohn Heinrich Brömse stiftete nach dem Tod seiner Mutter 1552 ein Votivbild, das zunächst in der Lübecker Marienkirche hing und dann über die Sammlung des Lübecker Bürgermeisters Karl Ludwig Roeck 1852 als Schenkung in das St. Annen-Museum kam. Das Hans Kemmer zugeschriebenes Bild zeigt Wickinghof und seine Frau vor einer Darstellung der Taufe Jesu kniend. Hauptthema des Bildes ist aber nicht die Taufe Jesu im Mittelpunkt des Bildes, sondern die Predigt Johannes des Täufers (Lk 3,4.7-14 ), dessen Forderungen die abgebildeten Personen nachkommen, indem sie von ihrem Besitz abgeben. Das Bild verweist auf die Rechtschaffenheit und Wohltätigkeit des Verstorbenen.